# Dingy-en-Vuache
Pour les articles homonymes, voir Dingy.
Dingy-en-Vuache est une commune française située dans le département de la Haute-Savoie, en région Auvergne-Rhône-Alpes.

## Géographie
Dingy-en-Vuache se trouve sur les pentes du Vuache et de la montagne de Sion, dans le Nord-Ouest de la Haute-Savoie. Un chemin monte au Golet du Pet, un petit col, et permet ensuite de descendre de l'autre côté sur Arcine ou de suivre le chemin de crête (un GR) qui va de Chaumont à la chapelle Sainte-Victoire de Chevrier. La colline morainique des Plans, presque inhabitée, sépare le terroir communal en deux ensembles : les hameaux de Dingy et Raclaz d'un côté, ceux de Bloux et Jurens de l'autre. La plupart des habitations se trouve à l'altitude de 400-600 mètres.
La commune est traversée par l'autoroute A40 (Bourg-en-Bresse à Genève).
Les communes limitrophes sont Vulbens, Valleiry, Chênex, Savigny, Arcine.

## Urbanisme

### Typologie
Au 1er janvier 2024, Dingy-en-Vuache est catégorisée commune rurale à habitat dispersé, selon la nouvelle grille communale de densité à sept niveaux définie par l'Insee en 2022.
Elle est située hors unité urbaine. Par ailleurs la commune fait partie de l'aire d'attraction de Genève - Annemasse (partie française), dont elle est une commune de la couronne,. Cette aire, qui regroupe 158 communes, est catégorisée dans les aires de 700 000 habitants ou plus (hors Paris),.

### Occupation des sols
L'occupation des sols de la commune, telle qu'elle ressort de la base de données européenne d’occupation biophysique des sols Corine Land Cover (CLC), est marquée par l'importance des territoires agricoles (84,5 % en 2018), une proportion identique à celle de 1990 (84,5 %). La répartition détaillée en 2018 est la suivante : 
prairies (35,3 %), zones agricoles hétérogènes (29,3 %), terres arables (19,9 %), forêts (15,5 %).
L'IGN met par ailleurs à disposition un outil en ligne permettant de comparer l’évolution dans le temps de l’occupation des sols de la commune (ou de territoires à des échelles différentes). Plusieurs époques sont accessibles sous forme de cartes ou photos aériennes : la carte de Cassini (XVIIIe siècle), la carte d'état-major (1820-1866) et la période actuelle (1950 à aujourd'hui).

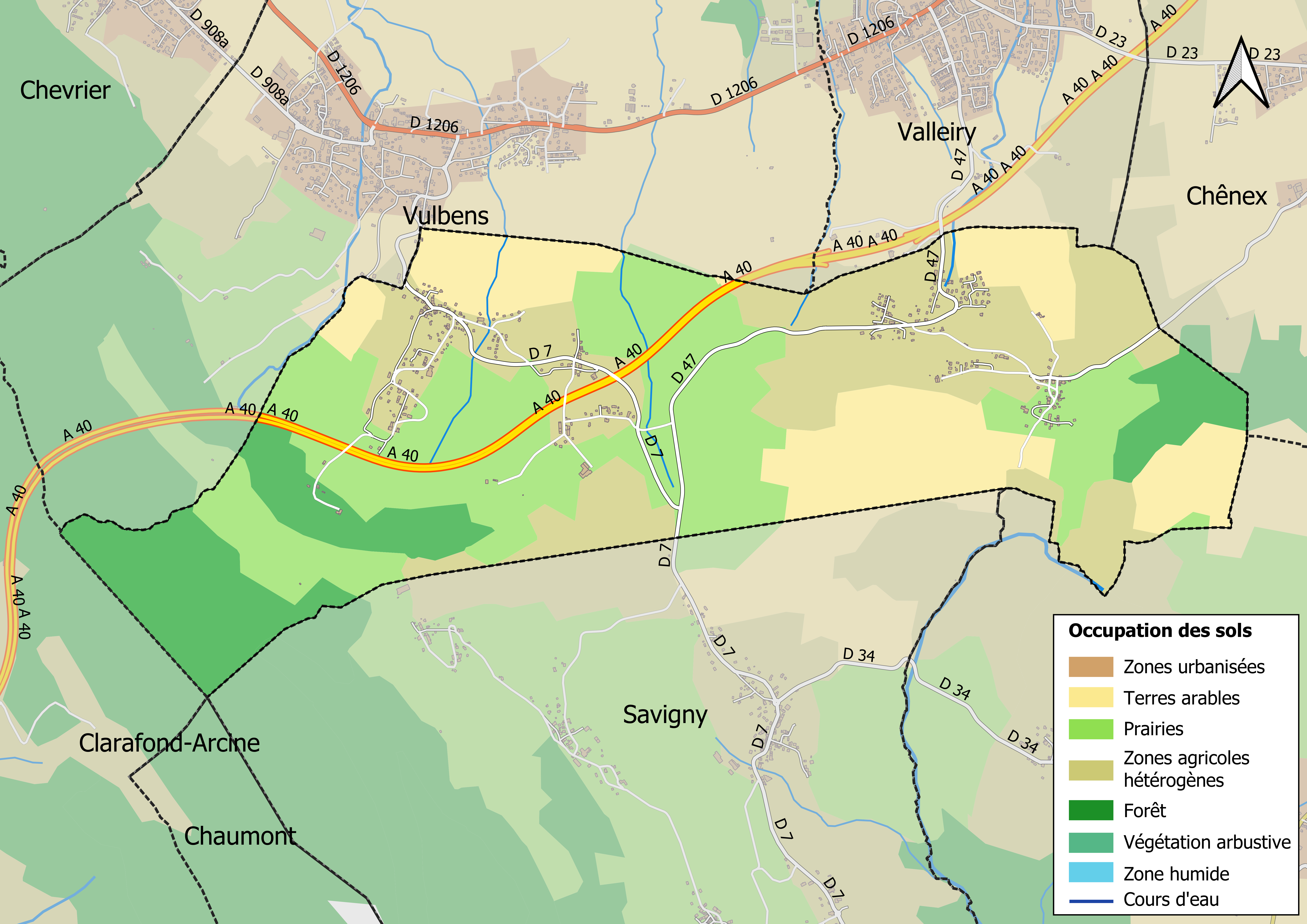
Carte des infrastructures et de l'occupation des sols en 2018 (CLC) de la commune.
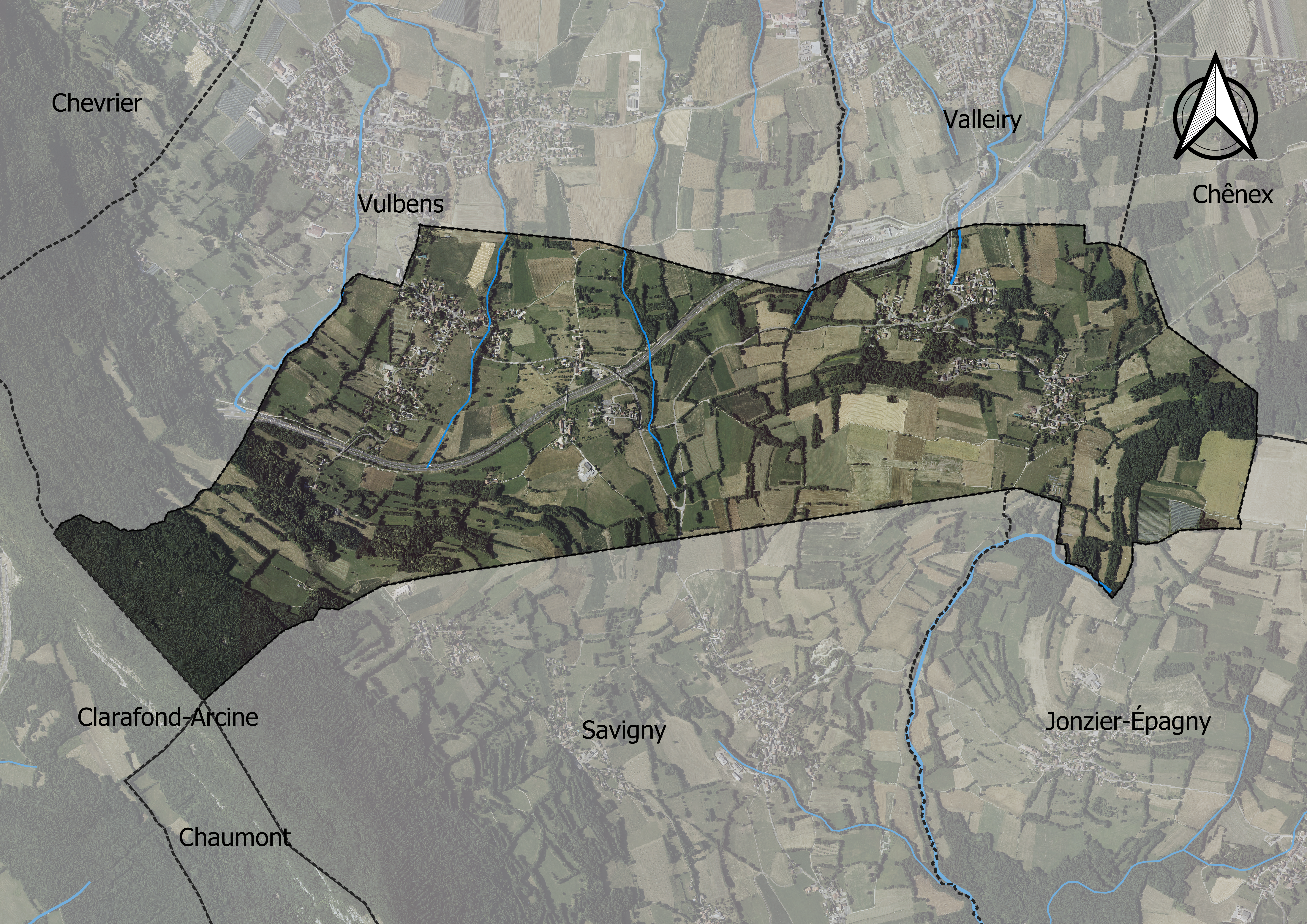
Carte orthophotogrammétrique de la commune.

## Toponymie
En francoprovençal, le nom de la commune s'écrit Dinzhi, selon la graphie de Conflans.

## Histoire

### Préhistoire
À la fin de la Préhistoire (Néolithique), le Vuache était peuplé par des peuples connaissant le métal et l’agriculture. Il y avait deux « monuments mégalithiques, aujourd'hui disparus, mais localisables grâce à la Mappe Sarde ; il s'agit de « pierres à cupules » ». Il s’agit de gros blocs de granit où les hommes de la fin de la Préhistoire gravaient des coupes et des rainures, peut-être en raison d’un culte des étoiles lié à l’agriculture.

### Gaulois et Gallo-Romains
Le nant (ruisseau) de la Vosogne porte un nom celtique désignant une source divinisée. Le mot « Jurens » aussi pourrait venir du gaulois et désigner un bois sur une colline. Dingy pourrait signifier « sous les bois ». Mais ces étymologies ne sont pas sûres.
La commune fut peuplée sous l’empire romain. Selon une autre étymologie, le toponyme « Dingy » viendrait du nom d’un propriétaire gallo-romain se nommant Tincius ou Dimiacus.

### Moyen Âge
Les limites du territoire correspondent à l’ancienne paroisse. Ce découpage date des VIe – IXe siècles. Dingy a la forme d’un ruban, du Vuache au Mont Sion. Les hameaux actuels (Bloux, Dingy, Jurens, Raclaz) existaient déjà, mais leur emplacement a peut-être varié. La hauteur des Plans, inhabitée depuis plusieurs siècles, coupe en deux le territoire.
Raclaz et Dingy se trouvaient sur le chemin de Vulbens à Chaumont. En 1239, on signale une « maladière » (établissement de soins) à Dingy.
Dès le XIVe siècle, les seigneurs du Vuache (Vulbens) avaient des droits sur Dingy et Raclaz. Au XVe, les seigneurs de Faramaz possédaient des parcelles et des droits sur Raclaz. La maison-forte de Raclaz date du XVe siècle. Peut-être appartint-elle à une famille noble, puis aux seigneurs de Faramaz avant de passer aux Collomb et aux Blancheville.
En 1439, une forge est tenue par les frères Pugin à Raclaz.
Un autre chemin allait de Savigny à Valleiry par Jurens. Bloux et Jurens relevaient des seigneurs d’Epagny et des hospitaliers de Cologny (Vulbens). Ces hameaux dépendaient du mandement de Chaumont.

### Temps Modernes
Au XVIe siècle, la seigneurie du Vuache est coupée en deux, une partie relevant de Vulbens et l’autre de Savigny. Les deux sont réunifiées au XVIIe par les seigneurs de Faramaz qui ont fait fortune.
Le « Plot » était un nom de lieu à l’ouest du chemin de Dingy d’en haut à Murcier. En 1521 et 1531, il y avait un pilori, aux confins des mandements du Vuache et de Chaumont.
Le « Chemin de l’abbé » part de la maison-forte de Raclaz, va jusqu’au nant du Moulin ou de la Faverge et poursuit jusqu’à l’église (l’autoroute l’a coupé).
Au XVIe, la famille Groz de Raclaz donne plusieurs serviteurs au seigneur de Vulbens. Il en reste une maison avec la date de 1624.
Des notaires exercent à Raclaz et Jurens aux XVIe, XVIIe et XVIIIe siècles.
À la fin du XVIIe siècle, les Collomb s’installent à Bloux. Les Dupraz, bourgeois d’Annecy, arrivent à Bloux et Jurens. Au XVIIIe siècle, ils édifient à Jurens une chapelle, actuellement disparue.

### Époque contemporaine
La première fruitière se trouvait en amont du nant dit de Routeran, dans la maison de la Monime, surnom d’une Monique Burlat. Vers 1885, à l’initiative d’Eugène Chatenoud, une fruitière plus fonctionnelle fut construite de l’autre côté du ruisseau. Vers 1925 il y avait un téléphone ; on comptait alors 36 sociétaires.

En 1889 fut construite l’école de Raclaz.

En 1900, il y a à Raclaz une forge tenue par un Chatenoud. Une épicerie fonctionne à Raclaz de 1896 à 1943. Plusieurs cafés sont ouverts : café Vuetaz, café La Platte. La vogue de Raclaz se tint de 1850 à 2000. 

En 1907, inauguration de la nouvelle route de Raclaz à Dingy, construite grâce au député Fernand David, radical.

En 1900, installation de la ligne électrique.

Le monument aux morts de 1914-1918 porte une inscription très sobre.
En 1932, des agriculteurs fondent la Coopérative laitière agricole de Bloux-Jurens-Les Morraines. 

En 1957, elle compte 19 sociétaires. Elle fonctionne jusqu’en 1971.
Pendant la dernière guerre, la ligne de démarcation passe entre La Fontaine et Raclaz. En 1944, Bloux est incendié par les soldats allemands.

Aux municipales de 1945, les électeurs élisent Juliette Groz, communiste (1899-1953), qui devient la première femme-maire du département. Elle se présente aux élections cantonales où elle arrive en deuxième position, mais démissionne en 1947 pour raisons de santé.
En 1976, construction de l’autoroute.

À partir des années 1980, la population augmente. De nombreux frontaliers travaillent à Genève.

En 2000, fermeture des anciennes écoles de Jurens et Raclaz. Construction d’un centre scolaire en face de la mairie.

 En 2010, déplacement du monument aux morts.
Source : recherches de Philippe Duret

## Politique et administration
| Période                                  | Période   | Identité        | Étiquette | Qualité |
| ---------------------------------------- | --------- | --------------- | --------- | ------- |
| mars 2001                                | mars 2008 | François Python | PS        | ...     |
| mars 2008                                | ...       | Éric Rosay      | ...       | ...     |
| Les données manquantes sont à compléter. |           |                 |           |         |

## Démographie
Les habitants de la commune sont appelés les Dingeois.
L'évolution du nombre d'habitants est connue à travers les recensements de la population effectués dans la commune depuis 1793. Pour les communes de moins de 10 000 habitants, une enquête de recensement portant sur toute la population est réalisée tous les cinq ans, les populations de référence des années intermédiaires étant quant à elles estimées par interpolation ou extrapolation. Pour la commune, le premier recensement exhaustif entrant dans le cadre du nouveau dispositif a été réalisé en 2008.

En 2022, la commune comptait 787 habitants, en évolution de +18,88 % par rapport à 2016 (Haute-Savoie : +6,01 %, France hors Mayotte : +2,11 %).
| 1793 | 1800 | 1806 | 1822 | 1838 | 1848 | 1858 | 1861 | 1866 |
| ---- | ---- | ---- | ---- | ---- | ---- | ---- | ---- | ---- |
| 217  | 291  | 299  | 304  | 411  | 517  | 445  | 431  | 448  |

| 1872 | 1876 | 1881 | 1886 | 1891 | 1896 | 1901 | 1906 | 1911 |
| ---- | ---- | ---- | ---- | ---- | ---- | ---- | ---- | ---- |
| 426  | 448  | 405  | 402  | 387  | 384  | 385  | 358  | 334  |

| 1921 | 1926 | 1931 | 1936 | 1946 | 1954 | 1962 | 1968 | 1975 |
| ---- | ---- | ---- | ---- | ---- | ---- | ---- | ---- | ---- |
| 273  | 264  | 255  | 249  | 248  | 253  | 220  | 226  | 250  |

| 1982 | 1990 | 1999 | 2006 | 2008 | 2013 | 2018 | 2022 | - |
| ---- | ---- | ---- | ---- | ---- | ---- | ---- | ---- | - |
| 256  | 336  | 395  | 513  | 546  | 644  | 701  | 787  | - |

## Culture et patrimoine

### Lieux et monuments
- Maison-forte de Raclaz

Il s'agit d'une maison seigneuriale de la fin du Moyen Âge.
À Raclaz, à partir du carrefour de la croix une route monte. Comme la pente est forte, elle tourne mais autrefois le chemin était rectiligne. Sur la droite se trouve la maison-forte. On la date du XVe siècle. Le rez-de-chaussée contient un four à pain, une gigantesque meule et des placards en blocs taillés. À l'étage, il y a des fenêtres à accolades doubles ou à linteau trilobé. Une grande cheminée chauffe le bâtiment. Une galerie court au premier étage. À l'angle nord-est se trouvait une tour carrée dont le sommet a été rasé : on dit que les soldats bernois du XVIe siècle en seraient responsables. Non loin se trouvait un puits. En dessous, il y avait des granges et un four.
En 1730, la maison appartenait à l'abbé Pierre-Humbert de Blancheville, frère du seigneur du Vuache. Les Anciens racontaient qu'il se rendait à l'église de Dingy par le petit chemin aujourd'hui coupé par l'autoroute.
- L'ancienne église placée sous le patronage de saint Pierre[13].

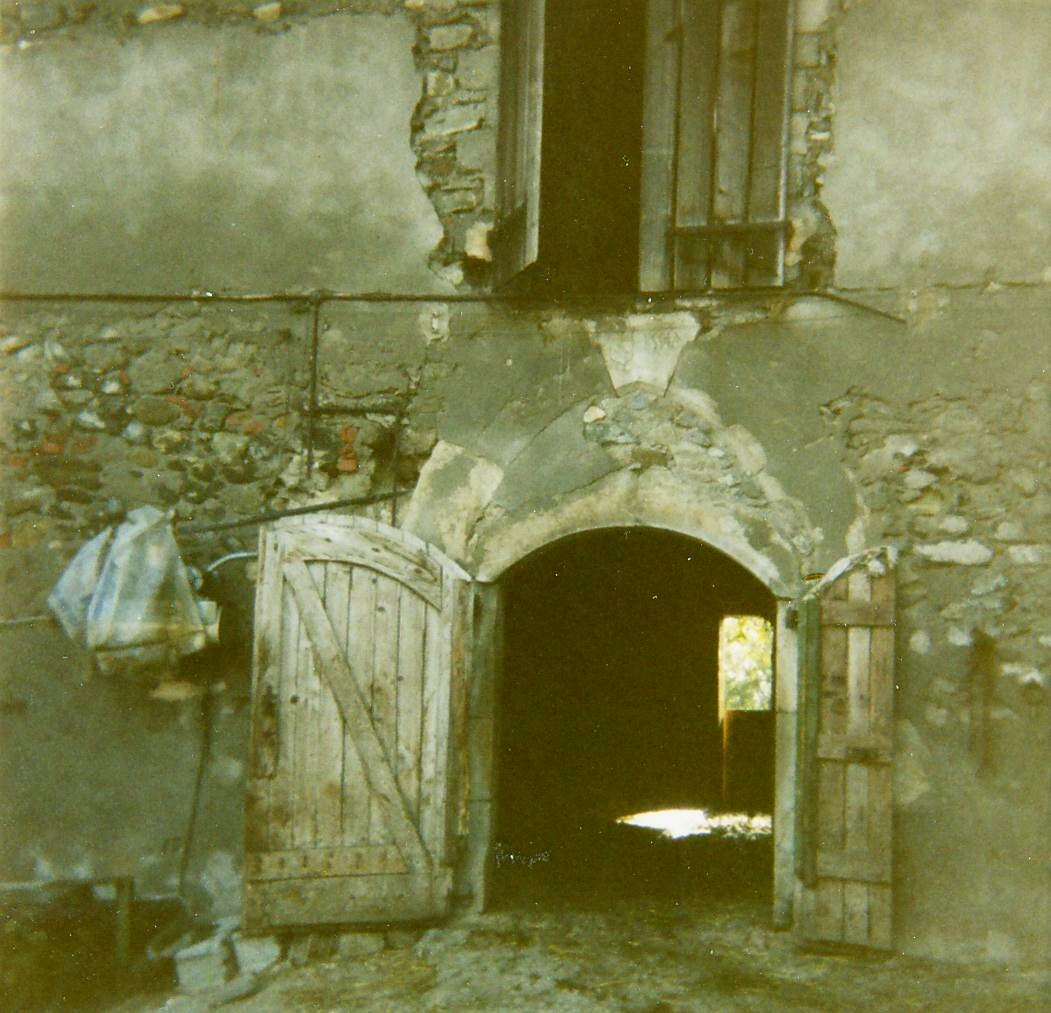
Portail de l'ancienne église paroissiale en 1981.
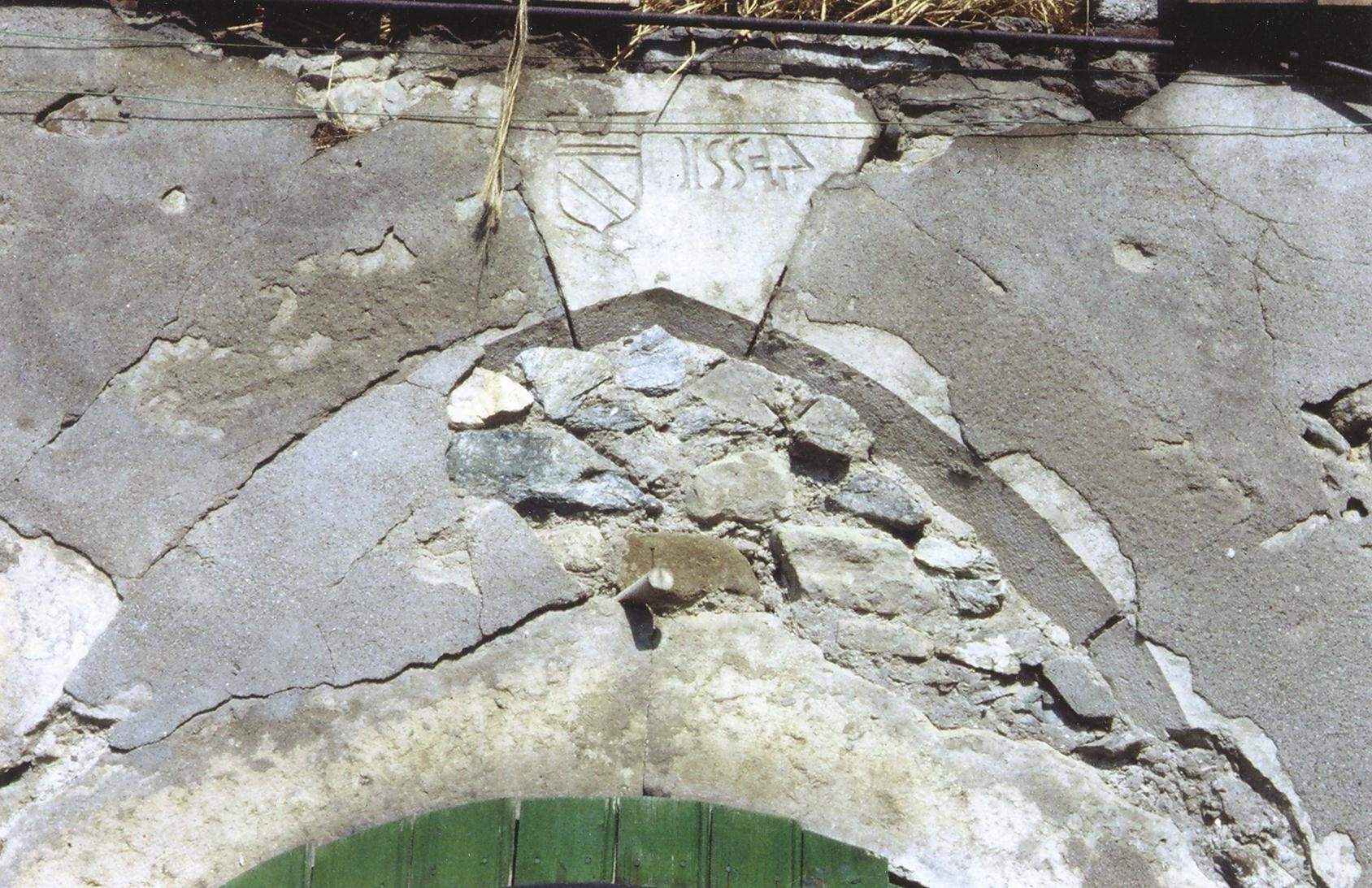
Portail de l'ancienne église paroissiale en 1982.

Jadis, Dingy avait son église. En 1481, elle est dédiée à saint Pierre parce qu'elle dépend de la cathédrale Saint-Pierre de Genève. Au XVIe siècle, elle fut reconstruite et placée sous la protection de saint Christophe. On peut encore admirer son portail ogival, surmonté d'une date : 1554. Les paroissiens manquaient d'argent pour les réparations. Faute d'entretien, l'église se dégrade au XVIIIe siècle. À la Révolution, elle brûle en partie. En thermidor an XI [juillet 1803], l'évêque réunit les paroisses de Dingy et Chevrier à Vulbens. Toutefois, on continua quelque temps d'inhumer. En 1851, les Collomb d'Arcine font ériger au carrefour un croix portant l'inscription « pietate domini darsine 1851 » (pieusement érigé par les seigneurs d'Arcine). Et dessous, « Venez à moi vous tous chargés de misère, Crux ave ». Puis le cimetière devint un jardin jusqu'en 1930 on y remontait encore des ossements. La nef servait d'étable. On creusa une fosse à purin à l'extérieur, à l'endroit où se trouvait le chœur.
Il n'y a donc plus ni église ni cimetière à Dingy. On va à l'église de Vulbens ou de Valleiry et l'on se fait enterrer à Vulbens.
- L'ancienne école de Raclaz

À Dingy il y avait jadis deux écoles, l'une entre Bloux et Jurens, l'autre à Raclaz en bas. À Raclaz, l'école fut édifiée en 1882. La salle de classe faisait 43 m2. Au-dessus, un logement de trois pièces. En bas, un jardin. L'eau se trouvait alors au bachat, dehors. Le conseil municipal se réunissait à l'école et l'instituteur y tenait le secrétariat de mairie. Michel Boitard, ancien instituteur, raconte qu'en 1941 « il n'y avait pas de cour et la récréation se passait à proximité de l'école, sur la route. [...] Quand un paysan passait avec son attelage de bœufs, il s'arrêtait toujours pour échanger quelques mots pendant que les enfants surveillaient ses bêtes ». L'école est fermée depuis quelques années, une école plus moderne ayant été bâtie à côté de la mairie.
- Café La Platte

À l'entrée de Raclaz lorsque l'on vient de La Fontaine, la grande maison sur la droite, après la carrosserie, était vers 1900 un café tenu par Emile Martinet, ancien cheminot de Bellegarde. Le lieu était appelé la Platte en raison d'une grande pierre plate au bord du ruisseau, sur laquelle les femmes faisaient la lessive.
- L'ancienne fruitière de Raclaz-Dingy

Le principe d'une fruitière (coopérative laitière) consiste à mettre en commun le lait produit. Le producteur reçoit une somme correspondant à la vente, déduction faite des sommes nécessaires pour entretenir le bâtiment et les machines. Cette somme investie devient la propriété de chacun.
Vers 1885, à l'initiative d'Eugène Chatenoud, une fruitière fut construite entre Raclaz et Dingy, non loin de l'épicerie, de l'école, de la forge et du café Vuétaz. Le revenu paysan s'améliora. On comptait alors trente-six sociétaires venant livrer leur lait.
Au début des années 1980, la fruitière ferma et devint une habitation. L'ancienne étable aux cochons servit d'atelier de menuiserie.
- L'ancienne fruitière de Bloux-Jurens

Pendant longtemps les cultivateurs de ces hameaux descendaient leur lait à Valleiry. Ce n'était guère pratique. En 1932, plusieurs agriculteurs fondèrent la « Coopérative laitière agricole de Bloux-Jurens-Les Morraines à Dingy-en-Vuache ». Les bâtiments, impressionnants, furent construits en amont de la route, non loin de l'école. En 1957, on compte dix-neuf sociétaires. En 1971, la fruitière décida de fusionner avec celle de Valleiry. Les locaux furent loués à un menuisier.
- Une croix de mission (XIXe siècle), à côté de l'ancienne école de Raclaz.
- L'ancienne forge de Raclaz, à droite en montant, à côté de la croix.
- L'ancien café Vuetaz de Raclaz, entre le bassin et la forge.
- Le monument aux morts, jadis à côté de la forge de Raclaz, a été déplacé à côté de la mairie.

Source : textes de Philippe Duret in « Echos saléviens » numéros 2, 3, 5 et 6.

### Personnalités liées à la commune
- Juliette Groz (1899-1953), communiste, élue maire en 1945. Première femme-maire de Haute-Savoie.

### Héraldique
| Armes de Dingy-en-Vuache | Les armes de Dingy-en-Vuache se blasonnent ainsi : De gueules au chevron d'argent accompagné, en chef à dextre, d'une dent de chien au naturel posée en barre, à senestre, à une jonquille aussi au naturel posée en bande, et en pointe, à une tête de chamois d'or. |